# Франц Альдріан
Франц Альдріан (нім. Franz Aldrian; 20 вересня 1895, Мальборґгет, Каринтія, Австро-Угорщина — ?) — німецький і австрійський офіцер, оберст (полковник) вермахту. Кавалер Німецького хреста в золоті.

## Біографія
Учасник Першої світової війни, відзначаний численними нагородами.
1 квітня 1938 року поступив на службу в вермахт, призначений командиром почесної роти Віденської військової академії. Згодом переведений в штаб 100-го гірськопіхотного полку. З 10 листопада 1938 до 31 березня 1939 року — командир 1-го батальйону 98-го гірсько-піхотного полку. Певний час був керівником військової академії в Ландберга, після чого служив у штабі 4-ї гірсько-піхотної дивізії. В 1944 році був призначений командиром 4-го охоронно-велосипедного полку 9-ї піхотної дивізії.

## Звання
- Майор (1 жовтня 1936)
- Оберст-лейтенант (1 червня 1939)
- Оберст (1 листопада 1943)

## Нагороди

### Перша світова війна
- Військовий Хрест Карла
- Срібна медаль за хоробрість (Австро-Угорщина) (лютий 1917)
- Бронзова медаль «За військові заслуги» (Австро-Угорщина) з мечами і військовою відзнакою (29 травня 1918)
- Хрест «За військові заслуги» (Австро-Угорщина) 3-го класу з мечами і військовою відзнакою (липень 1918)

### Міжвоєнний період
- Хрест «За відвагу» (Каринтія)
  - Загальний (5 грудня 1919)
  - Спеціальний (3 квітня 1920)
- Почесний знак «За заслуги перед Австрійською Республікою», золотий знак
- Пам'ятна військова медаль (Австрія) з мечами
- Почесний хрест ветерана війни з мечами

### Друга світова війна
- Хрест Воєнних заслуг 2-го класу з мечами (30 січня 1942)
- Залізний хрест
  - 2-го класу (14 грудня 1942)
  - 1-го класу (8 липня 1943)
- Німецький хрест в золоті (28 серпня 1944)